# Man's World (singolo)
Man's World è un singolo della cantautrice britannica Marina, pubblicato il 18 novembre 2020 come primo estratto dal quinto album in studio Ancient Dreams in a Modern Land. Il successivo 11 dicembre ne è stata diffusa una seconda edizione intitolata Man's World (Stripped) che include la title track e una sua versione per voce & pianoforte, e sono previsti dei remix in occasione dell'uscita dell'album.
Il brano è stato scritto da Marina e co-prodotto da lei con la musicista statunitense Jennifer Decilveo, scelta appositamente dall'artista come parte del suo progetto di realizzare un album centrato sul tema del femminismo e della lotta al patriarcato e, quindi, con uno staff esclusivamente femminile. Lo stesso testo di Man's World è una critica al modo in cui nel corso della storia sono state trattate le donne e le minoranze; un parallelismo con Madre Natura allarga il tema della canzone all'ecologia.
Il brano ha ricevuto critiche positive sia per la sua qualità sia per il progetto femminista di cui fa parte. Man's World è entrata in classifica nel Regno Unito nella classifica della Official Charts Company e in Nuova Zelanda nella classifica della The Official NZ Music Charts.

## Videoclip
Il videoclip di Man's World è stato diretto da Alexandra Gavillet con la direzione artistica di Marina e pubblicato sul canale YouTube dell'artista il 18 novembre 2020, lo stesso giorno della pubblicazione della canzone. Il filmato mostra Marina con un gruppo eterogeneo di persone, tutti abbigliati con dei pepli greci variopinti, mentre vagano e danzano una coreografia anticheggiante nel paesaggio di Simi Valley in California dall'alba al tramonto. Lo stile del videoclip unisce elementi neoclassici con altri contemporanei.

## Tracce
Download digitale/streaming
1. Man's World – 3:28